# Ludvig Karsten
Ludvig Peter Karsten, född 8 maj 1876 i Oslo, död 19 oktober 1926 i Paris, var en norsk målare.

## Biografi
Ludvig Karsten var en ren impressionist som nära försökte återge synintrycken. Han utgick från de rena lokalfärgerna, med temperamentsfulla penseldrag fördelade över bildytan i dekorativ verkan. Karsten är bland annat representerad i Statens Museum for Kunst, som äger hans berömda målning Golgata (1925).
Han räknas som en av de viktigaste efterföljarna till Edvard Munch, som var en av hans inspirationskällor vid sidan av franska senimpressionister och Henri Matisse.
Karsten omkom efter ett fall på ett hotell i Paris.
Karsten finns representerad vid bland annat Nasjonalmuseet, Lillehammer museum,
Skien kommunes kunstsamling, Stortingets kunstsamling, Oslo Museum, Trondheim kunstmuseum, Moderna museet, Göteborgs konstmuseum, Malmö konstmuseum, 
Statens Museum for Kunst, Ateneum, KUNSTEN Museum of Modern Art Aalborg, Skagens Museum och ARoS Aarhus Kunstmuseum.